# Michaił Wołkow (funkcjonariusz)
Michaił Aleksandrowicz Wołkow, właśc. Wajner (ros. Михаил Александрович Волков (Вайнер), ur. w kwietniu 1900 w osiedlu górniczym nr 5 k. Gorłówki w guberni jekaterynosławskiej, zm. 25 lutego 1939) – radziecki polityk i funkcjonariusz służb specjalnych, starszy major bezpieczeństwa państwowego, zastępca ludowego komisarza komunikacji drogowej ZSRR (1938).

## Życiorys
Syn żydowskiego krawca, od czerwca 1917 do maja 1918 członek komitetu rewolucyjnego w stanicy Nikitowka w Gorłówce, od października 1917 członek Czerwonej Gwardii, od stycznia 1918 RKP(b)/WKP(b). Od maja 1918 funkcjonariusz Czeki guberni kurskiej, od czerwca 1919 pomocnik kierownika Wydziału Specjalnego 9 Armii, sekretarz tego wydziału, 1919-1920 szef Wydziału Specjalnego 32 Dywizji Strzeleckiej Armii Czerwonej, 1920 szef Wydziału Specjalnego 18 Dywizji Kawalerii, od kwietnia do grudnia 1920 inspektor Wydziału Specjalnego 11 Armii w Derbencie, od grudnia 1920 do maja 1921 funkcjonariusz Wydziału Specjalnego 11 Armii w Baku, od maja 1921 do grudnia 1922 szef wydziału organizacyjnego Wydziału Specjalnego 11 Armii w Baku i Tbilisi. Od grudnia 1922 funkcjonariusz Zakaukaskiej Czeki w Tbilisi i Suchumi, od października 1927 do 1 września 1929 szef Wydziału Ekonomicznego GPU Azerbejdżańskiej SRR, od 1 września 1929 do 16 sierpnia 1930 szef Wydziału Ekonomicznego Pełnomocnego Przedstawicielstwa OGPU w Kraju Syberyjskim, od 16 sierpnia 1930 do 15 stycznia 1934 szef Wydziału Ekonomicznego Pełnomocnego Przedstawicielstwa OGPU w Kraju Zachodniosyberyjskim, od 15 stycznia do 10 lipca 1934 zastępca pełnomocnego przedstawiciela OGPU w Kraju Zachodniosyberyjskim. Od 31 lipca 1934 do 31 sierpnia 1935 zastępca szefa Zarządu NKWD Kraju Zachodniosyberyjskiego, od 31 sierpnia 1935 do 28 listopada 1936 szef Wydziału Ekonomicznego Zarządu Bezpieczeństwa Państwowego (UGB) Zarządu NKWD obwodu leningradzkiego, od 25 grudnia 1935 major bezpieczeństwa państwowego. Od 14 grudnia 1936 do 7 kwietnia 1937 pomocnik szefa Zarządu NKWD obwodu leningradzkiego, od 19 stycznia 1937 starszy major bezpieczeństwa państwowego, od 7 kwietnia 1937 do 25 stycznia 1938 szef 6 Wydziału Głównego Zarządu Bezpieczeństwa Państwowego, od 25 stycznia do 29 maja 1938 szef Głównego Zarządu Dróg Szosowych NKWD ZSRR, od 9 kwietnia do 21 listopada 1938 zastępca ludowego komisarza komunikacji drogowej ZSRR.
Deputowany do Rady Najwyższej RFSRR 1 kadencji.
21 listopada 1938 aresztowany, 25 lutego 1939 skazany na śmierć przez Kolegium Wojskowe Sądu Najwyższego ZSRR i rozstrzelany.

## Odznaczenia
- Order Lenina (22 lipca 1937)
- Odznaka "Honorowy Funkcjonariusz Czeki/GPU (V)" (1926)
- Odznaka "Honorowy Funkcjonariusz Czeki/GPU (XV)" (4 lutego 1933)